# Kanton Anzin
Kanton Anzin is een kanton van het Franse Noorderdepartement. Het kanton maakt deel uit van het arrondissement Valenciennes.
In maart 2015 werd het aangrenzende kanton Condé-sur-l'Escaut opgeheven en werden daarvan de gemeenten Escautpont en Fresnes-sur-Escaut toegevoegd aan het kanton Anzin. Van het eveneens opgeheven kanton Valenciennes-Est werd de gemeente Onnaing opgenomen. De gemeente Saint-Saulve werd van het kanton Anzin afgescheiden en opgenomen in het nieuwgevormde kanton Valenciennes. Hierdoor nam het totale aantal gemeenten in het kanton toe van 4 tot 6.

## Gemeenten
Het kanton Anzin omvat de volgende gemeenten:
- Anzin (hoofdplaats)
- Beuvrages
- Bruay-sur-l'Escaut
- Escautpont
- Fresnes-sur-Escaut
- Onnaing